# Eric Caldow
Eric Caldow (Cumnock, 14 de maio de 1934 – 4 de março de 2019) foi um ex-futebolista e treinador escocês que atuava como defensor.

## Carreira
Eric Caldow fez parte do elenco da Seleção Escocesa de Futebol, na Copa do Mundo de 1958.